# Steve Turner
Steve Turner (Houston, 21 marzo 1965) è un cantante e chitarrista statunitense.
È principalmente noto per la sua militanza nei Mudhoney, da molti considerati tra i principali esponenti del fenomeno grunge, con i quali suona tuttora. Dal 2002 è impegnato anche in una carriera solista.

## Biografia

### Gli anni 80
Sebbene sia nato in Texas, Steve Turner comincia la sua carriera a Seattle, dove la famiglia si è trasferita già da alcuni anni, suonando in diversi gruppi formati sull'onda dell'entusiasmo per la fiorente scena hardcore punk di quegli anni. Il suo primo progetto di cui si abbia notizia risale al 1982, quando forma i Ducky Boys assieme al suo amico Stone Gossard.
È solo il primo di una lunga serie di gruppi di cui fa parte in quegli anni, progetti che non vanno mai oltre qualche concerto in un garage e un rozzo demo tape, ma attraverso i quali Steve Turner entra nel giro dei giovani musicisti locali, tra i quali Mark Arm, conosciuto ad un concerto, e che diventerà rapidamente suo inseparabile compagno.
Nel 1983 entra nell'organico del gruppo principale di Mark Arm, i Mr.Epp and the Calcultions, che però si sciolgono già all'inizio del 1984. I due non si perdono d'animo, ed iniziano a mettere insieme un progetto più serio, chiamato Green River, insieme Stone Gossard, Jeff Ament ed Alex Vincent.
Il gruppo viene notato dall'etichetta indipendente Homestead Records, con la quale nel 1985 pubblicano il loro disco di esordio, Come On Down.
Sul disco è presente tra l'altro una delle prime e più importanti collaborazioni tra Steve e Mark: insieme scrivono "Swallow My Pride", acerbo inno generazionale in seguito riproposto dai Fastbacks e dai Soundgarden.
Tuttavia, nei pochi mesi durante i quali i Green River si trasformano da band garage in gruppo indipendente che gode di crescente fama nazionale, Steve si trova sempre meno a suo agio con gli altri, in particolare con Gossard ed Ament, che vogliono imprimere al progetto una svolta più commerciale, abbandonando completamente le influenze punk per avvicinarsi a sonorità più hard rock e metal.
Steve decide rapidamente di abbandonare i Green River, e viene sostituito da Bruce Fairweather. All'interno della band rimane il solo Mark Arm a contrastare Gossard ed Ament. Un paio di anni dopo anche Arm getterà la spugna, causando così lo scioglimento definitivo della band.
In realtà Steve continua a suonare con Mark Arm anche in quegli anni in un altro gruppo chiamato Thrown Ups (che si scioglieranno definitivamente solo nel 1990).
Nel 1988 comunque, chiusa definitivamente l'esperienza Green River, i due decidono di mettere su un nuovo progetto, e con Matt Lukin e Dan Peters formano i Mudhoney.
I Mudhoney esordiscono su disco nel 1988 pubblicando in rapida successione un singolo (Touch Me I'm Sick) ed un EP (Superfuzz Bigmuff), entrambi per la Sub Pop. L'esordio del gruppo sulla lunga distanza, l'album Mudhoney, avviene nel 1989.

### Gli anni 90
Durante gli anni 90 Steve è costantemente impegnato con il suo gruppo principale, i Mudhoney appunto, tuttavia più ancora dei suoi tre compagni riesce a trovare il tempo per prendere parte a numerosi altri side projects.
Nel 1991 ad esempio prende forma uno dei suoi progetti più importanti: The Monkeywrench, un "supergruppo" formato da Steve Turner e Mark Arm (Mudhoney), Tim Kerr (Big Boys, Poison 13), Tom Price (The U-men, Gas Huffer) e Martin Bland (Bloodloss). Questo gruppo è tuttora in attività e pubblica qualcosa di nuovo all'incirca ogni cinque anni.
Avvia una sua piccola etichetta discografica, la Super Electro, che in pratica utilizza per pubblicare i dischi di gruppi che a lui piacciono ma sui quali altre etichette sembrano non voler investire i loro soldi. Oltre ad un paio di singoli degli stessi Mudhoney, nel 1992 pubblica il primo LP dei Fall-outs, gruppo con il quale suona il basso per un paio di anni, alcuni singoli di Holly Golightly e il disco d'esordio dei Wellwater Conspiracy.
Nel 1999 i Mudhoney vengono licenziati dalla Reprise, e subito dopo si ritrovano in tre per l'uscita di Matt Lukin. Sul momento questi eventi sembrano porre fine alla carriera del gruppo.

### Gli anni 2000
Nel 2001 i Mudhoney danno alle stampe March on Fuzz, una raccolta di successi e rarità che venne interpretata da molti come un ultimo epitaffio della band prima della definitiva separazione. Tuttavia già in quell'anno il gruppo inizia a provare di nuovo, prima come trio, poi con una serie di bassisti, fino all'entrata nel gruppo di Guy Maddison (Bloodloss).
Con la nuova formazione i Mudhoney tornano a firmare per la Sub Pop e pubblicano Since We've Become Translucent (2002), che segna la rinascita del gruppo, e ricominciano a suonare in giro per il mondo.
Intanto, approfittando dello stop forzato del suo gruppo principale, nel 2000 Steve e Mark riuniscono i Monkeywrench, che pubblicano il loro secondo LP ed alcuni singoli, e che per la prima volta riescono ad andare brevemente in tour al di fuori dell'America. Aprono tra l'altro le due date alla Wembley Arena di Londra del tour dei Pearl Jam, concerti documentati da un album live a tiratura limitata.
Sempre nel 2000 Steve, Mark e Dan formano i New Strychnines (che per motivi legali in America cambiano il loro nome in The New Original Sonic Sound), una cover band dello storico gruppo garage The Sonics. È un progetto estemporaneo che comunque fa in tempo a pubblicare un disco, composto di sole cover, che inaspettatamente riscuote un notevole successo di critica.
Nel 2002, quasi in contemporanea con l'uscita di Since We've Become Translucent, Steve pubblica il suo primo LP solista, Searching for Melody, album maturato durante i mesi nei quali il futuro dei Mudhoney era incerto. È un disco dalle forti influenze folk rock, piuttosto lontano dal sound del suo gruppo principale, che Steve utilizza per imparare da autodidatta a suonare in modo più competente la chitarra (cosa che nei vent'anni precedenti non si era mai preso la briga di fare).
Non è un fuoco di paglia: nel 2004 fa uscire un EP e subito dopo un secondo album, Steve Turner And His Bad Ideas, dove i ritmi si fanno più incalzanti e in qualche modo più simili alle sue radici garage rock.
Attualmente Steve porta avanti contemporaneamente i Mudhoney, che nel 2006 pubblicano il disco Under a Billion Suns, e la sua carriera solista, nello stesso anno pubblica anche il terzo album da solista intitolato New Wave Punk Asshole.

## Discografia

### Con i Mudhoney

#### Album studio
- 1989 - Mudhoney
- 1991 - Every Good Boy Deserves Fudge
- 1992 - Piece of Cake
- 1995 - My Brother the Cow
- 1998 - Tomorrow Hit Today
- 2002 - Since We've Become Translucent
- 2006 - Under a Billion Suns
- 2008 - The Lucky Ones

#### Raccolte
- 1990 - Superfuzz Bigmuff Plus Early Singles
- 2000 - March to Fuzz
- 2000 - Here Comes Sickness: The Best of the BBC

#### Live
- 1993 - Mudhoney Live
- 2007 - Live Mud

#### EP
- 1988 - Superfuzz Bigmuff
- 1990 - Boiled Beef And Rotting Teeth
- 1993 - Five Dollar Bob's Mock Cooter Stew

### Solista
- 2002 - Searching for Melody (Roslyn Records)
- 2004 - A Beautiful Winter EP (Roslyn Records)
- 2004 - And His Bad Ideas (Roslyn Records)
- 2006 - New Wave Punk Asshole (Funhouse Records)

## Con i Monkeywrench
- 1992 - Clean as a Broke-Dick Dog
- 2000 - Electric Children
- 2008 - Gabriel's Horn